# Eine Insel mit zwei Bergen
Eine Insel mit zwei Bergen, auch Lummerlandlied oder Lummerland-Lied‚ ist der Titel eines nach der fiktiven Insel Lummerland benannten Liedes, das als Teil des Soundtracks zu der Erstverfilmung in den Jahren 1961/1962 des Buches Jim Knopf und Lukas der Lokomotivführer komponiert und im Rahmen der Gesangsaufnahmen zur Verfilmung am 1. Juni 1961 aufgenommen wurde mit Walter Schellemann, dem damaligen Sprecher Lukas’, als Sänger. Die Musik stammt von Hermann Amann, der Text von Manfred Jenning. Für die Neuverfilmung 1977, in der Jenning nun Lukas sprach (im Original hatte er den Erzähler sowie Herrn Tur Tur gesprochen), wurde das Lied neu aufgenommen. Das Original hatte Anleihen an Volks-, die 1977er Version eher an Jazzmusik.
Es ist das Titellied der TV-Serie "Jim Knopf und Lukas der Lokomotivführer" und zitiert und zeigt agierende Figuren der Marionetten der Augsburger Puppenkiste.
Durch die Coverversion des Dancefloor-Projektes Dolls United, die 1995/96 insgesamt 33 Wochen lang einen Platz in der deutschen Chartliste belegte, davon 13 Wochen in Folge in den Top Ten lag und in der Spitze bis auf Platz 2 kam, wurde das Lied endgültig zu einem Evergreen. In Deutschland erreichte die Single mit über 500.000 verkauften Exemplaren Platin-Status.
Beim FC Augsburg avancierte das Lied zu einer inoffiziellen Vereinshymne, so dass bei jedem Treffer des Klubs im Heimstadion ein Jingle mit einer Gitarrenversion des Liedes als Torhymne erklingt.
2018 und 2020 schuf der Komponist Ralf Wengenmayr für den Soundtrack der Neuverfilmungen der Jim-Knopf-Filme zwei weitere Coverversion. Für den Film Jim Knopf und Lukas der Lokomotivführer interpretierte der Volksmusiker Andreas Gabalier das Lied neu. Für den Film Jim Knopf und die Wilde 13 interpretierten die Jungmusikerinnen Mimi & Josy eine Version mit eigenem Refrain unter dem Titel Einmal Reisen.
Auch auf dem Kinderliederalbum Giraffenaffen 5, welches 2016 erschienen ist, befindet sich eine Version von Eine Insel mit zwei Bergen von der Musikgruppe Tonbandgerät. Auch J.B.O nahm 2018 
eine Hard-Rock-Version des Lummerlandlieds auf.